# Кондран
Кондран (фр. Condren) насеље је и општина у североисточној Француској у региону Пикардија, у департману Ен (Пикардија) која припада префектури Лаон.
По подацима из 2011. године у општини је живело 711 становника, а густина насељености је износила 127,42 становника/km². Општина се простире на површини од 5,58 km². Налази се на средњој надморској висини од 51 метар (максималној 71 m, а минималној 44 m).

## Демографија
| 1962. | 1968. | 1975. | 1982. | 1990. | 1999. | 2011. |
| ----- | ----- | ----- | ----- | ----- | ----- | ----- |
| 561   | 566   | 558   | 732   | 725   | 686   | 711   |

График промене броја становника у току последњих година